# Луксембуршка криза
Луксембуршка криза (хол. Luxemburgse kwestie) је била дипломатски сукоб између Француске и Пруске чији је разлог био политички статус Луксембурга. Дипломатска криза је могла да доведе до рата али је ипак сукоб решен Споразумом у Лондону 1867. године.